# Каркалайська сільська рада
Каркала́йська сільська рада (рос. Каркалайский сельский совет) — колишня сільська рада у складі Увинського району Удмуртії (Росія). Існувала у період 1954–2005 років. Адміністративний центр — село Каркалай.
Територія сільради входила до складу Ува-Туклинської волості Малмизького повіту. 1954 року Каркалайська сільська рада була виділена зі складу Мушковайського сільради. 2005 року сільрада перетворена у Каркалайське сільське поселення.